# 奧爾河
奧爾河（俄语：Орь；哈萨克语：Ор）是烏拉爾河的左支流，位於俄羅斯奧倫堡州和哈薩克阿克托貝州的河流，河道全長332公里，流域面積18,600平方公里，在奧爾斯克附近注入烏拉爾河，在每年10月下旬開始結冰，直至翌年3月至4月。